# Manuel Barrón y Carrillo
Manuel Barrón y Carrillo (Sevilla, 1814 – 1884). Màxim exponent i, possiblement, millor representant del paisatgisme romàntic andalús i sevillà.

## Biografia
Barrón va estudiar a l'Escola de Belles Arts de Sevilla, així com a l'escola d'Antonio Cabral Bejarano, on a més a més va exercir posteriorment la docència, estant un bon professor per a les assignatures de dibuix del guix, perspectiva i paisatge.
La seva vida es va desenvolupar a Sevilla, on va ocupar diversos càrrecs importants relacionats amb la pintura. Va ser director de l'escola de Belles Arts, membre fundador del Liceu Artístic (fundat el 1838) i membre de la societat econòmica d'amics del país. La seva obra va ser àmpliament exposada, estant sempre ben acollida pel públic, pel que va participar amb assiduïtat a nombroses exposicions d'institucions, i també a exposicions regionals i nacionals de Belles Arts.

## Obra

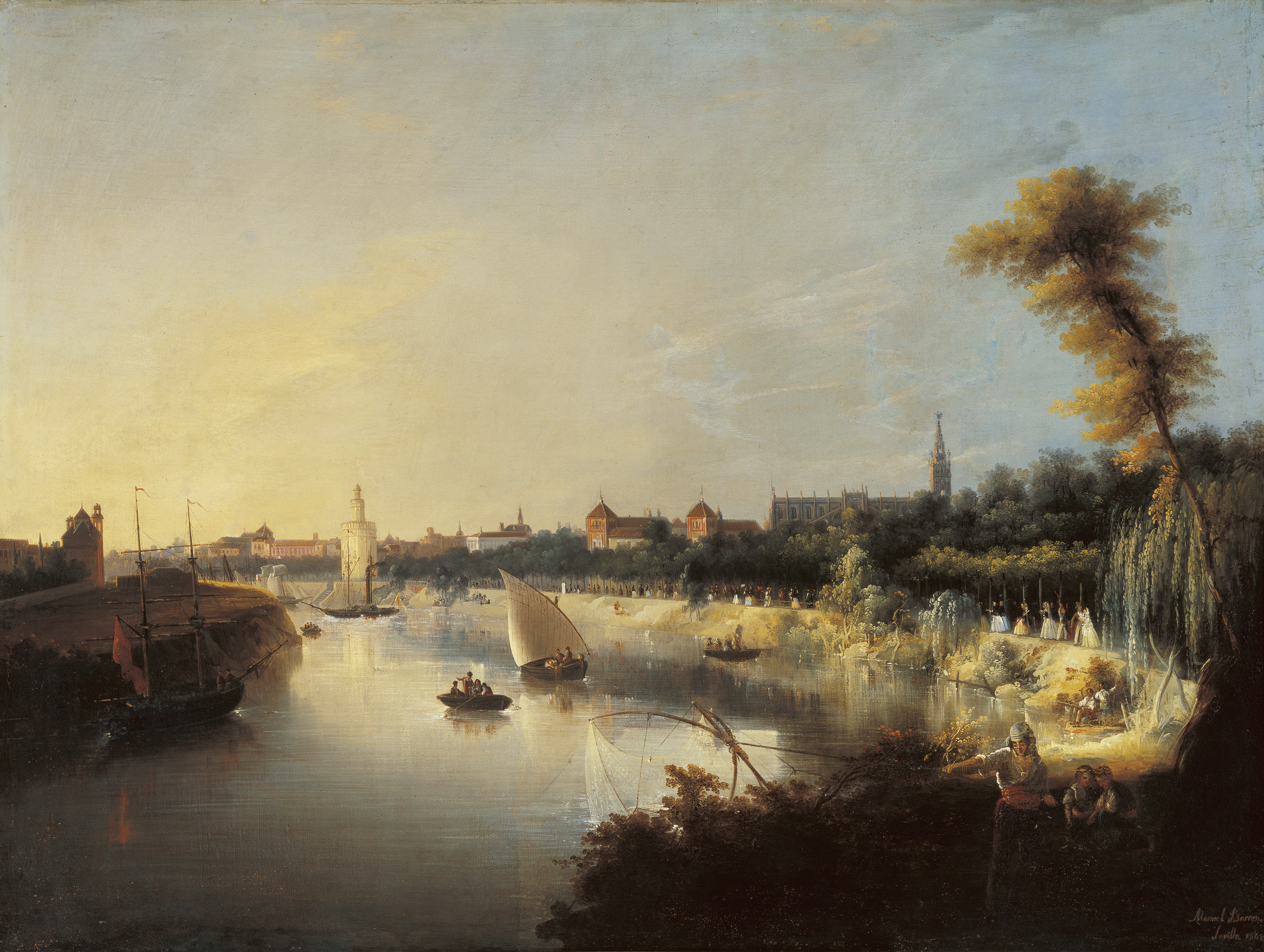
Vista del Guadalquivir (1854)

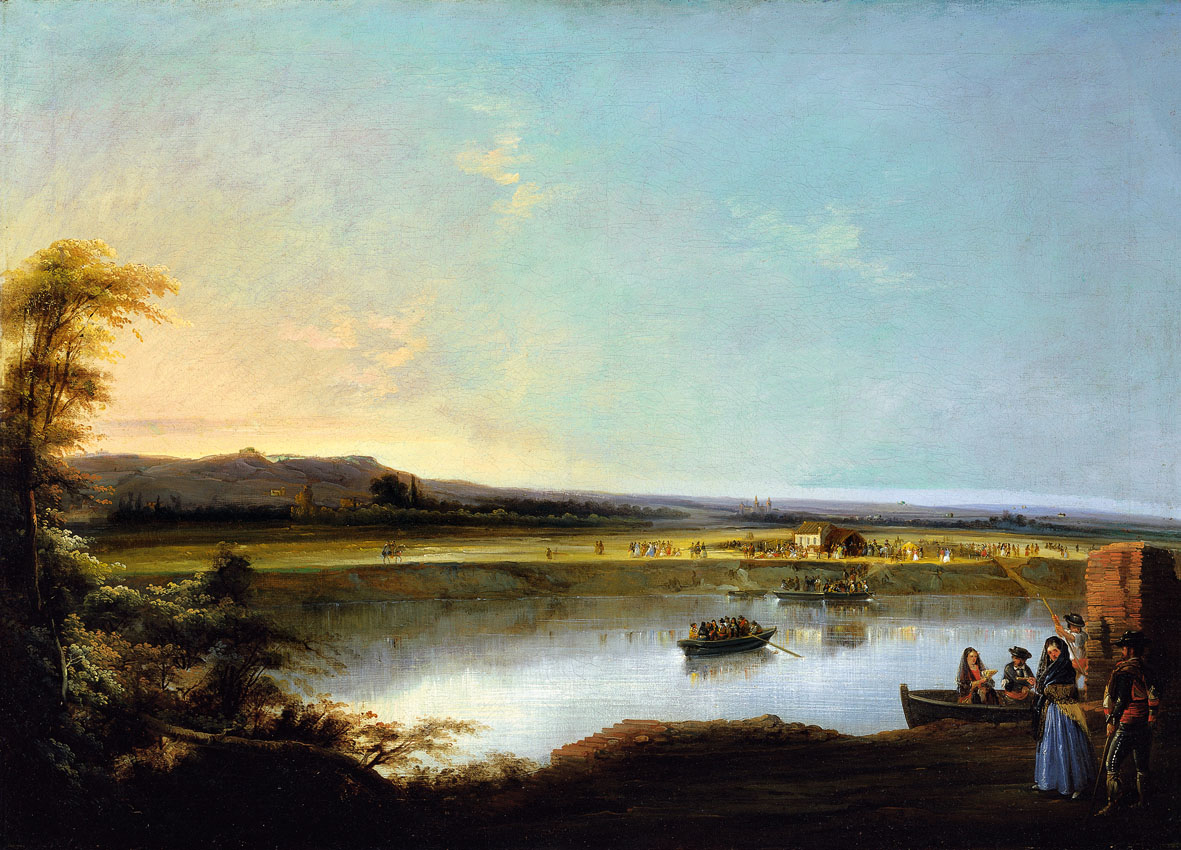
Cruzando el Guadalquivir (1855)

Els seus destacables paisatges li van donar notòria fama. Per ells Barrón ostenta un important reconeixement, sent considerat per tant un excel·lent paisatgista. Famosos són aquells que dedica als entorns urbans, paisatges on pinta figures humanes donant a aquestes obres un toc escenogràfic i costumista. A més a més de les seves innombrables obres paisatgístiques, Barrón cultivaria d'altres gèneres, com pot ser la natura morta.
La seva obra es conserva, sobretot la que pertany al període 1852-1869, època en què també la reina d'Espanya, Elisabet II, va adquirir el seu llenç Vista general de Sevilla, conservat en el Palau de Riofrío de Segòvia.
Un bon nombre d'obres es conserven en el Museu de Belles Arts de Sevilla, al Museu del Romanticisme, i el Museu del Prado, propietari de dos paisatges fluvials datats el 1850. També en el Museu Carmen Thyssen Màlaga, dins dels gèneres de paisatge romàntic i costumisme, com Puerto de Málaga (1847), on plasma una panoràmica de la ciutat de Màlaga en què s'aprecia el port, els monuments i els seus voltants;Fiesta popular en los alrededores de Sevilla (c. 1845-1850);Vista del Guadalquivir (1854), un paisatge topogràfic, urbà, descriptiu i monumental de la ciutat sevillana amb el Guadalquivir en primer pla, on destaquen per la seva llum, una mica teatral, el convent de los Remedios, la Torre de l'Or, el palau de San Telmo i la catedral amb la Giralda; Vista de Cádiz (1854), amb aire de veduta napolitana; Cruzando el Guadalquivir (1855), protagonista principal de les seves vistes sevillanes; Vista del puerto de Miravete, camino antiguo de Madrid (1869), uno de los lienzos más tardíos conocidos del autor; i Emboscada a unos bandoleros en la cueva del Gato (1869).